# 식단처방
식단처방(食單處方)은 건강을 유지 또는 회복하기 위하여 임상학적 컨디션 또는 증상에 따라 음식의 종류와 분량 따위를 계획하여 케어(care) 또는 처방하는 일을 가리킨다.

## 칼로리 계산
사람의 하루 권장 섭취 열량(칼로리,calorie)은 표준몸무게(W)를 기준으로 살펴보았을 때 다음의 칼로리(Kcal)량이 여러 전문가들에 의해 제안된바있다.
| 육체활동이 낮음                                         | 육체활동이 보통                                         | 육체활동이 높음                                         |
| {\displaystyle W\times 25} ~ {\displaystyle W\times 30} | {\displaystyle W\times 30} ~ {\displaystyle W\times 35} | {\displaystyle W\times 35} ~ {\displaystyle W\times 40} |

또한 자신의 표준몸무게(W)는 브로카 변법이외에도 BMI(체질량 지수)에의한 산정을 참고하는 것이 WHO에 의해 권장되고있다.
키가 t 미터, 체중이 w 킬로그램일 때, BMI는 다음과 같다. (키의 단위가 센티미터가 아닌 미터임에 유의해야 한다)
{\displaystyle \mathrm {BMI} ={{w} \over {t^{2}}}}
정상적인 BMI 범주는 w가 18.5~24.9이다.
따라서 일예로 BMI를 21로 설정하고 키가 165cm인 경우는
{\displaystyle BMI={{w} \over {t^{2}}}}
{\displaystyle 21\times {1.65^{2}}={w}}
{\displaystyle {w}=57.1725kg}
이다.
식단처방에서 생리적 열량을 계산할 때 일반적으로 간단한 계산을 위해 애트워터 계수(Atwater's coefficient)를 사용할 경우 단백질과 탄수화물이 1그램당 4 kcal, 지방이 1그램당 9 kcal, 알콜이 7 kcal의 열량을 가지는 것으로 설계시 고려할 수 있다.
일예로 밥한공기(약300g) 전체의 열량은 대략 300칼로리(Kcal)전후로 다루어지고있다.

## 같이 보기
- 운동처방